# سوريا في الألعاب الأولمبية الصيفية 2024
شاركت سوريا في الألعاب الأولمبية الصيفية 2024 التي أقيمت في باريس من 26 يوليو حتى 11 أغسطس 2024. وهي المشاركة الخامسة عشرة للدولة في تاريخ الألعاب الأولمبية الصيفية منذ تأسيسها. كانت أول مشاركة لسوريا في أولمبياد 1948 وقد شاركت باسم الجمهورية العربية المتحدة في أولمبياد 1952 ووأولمبياد 1956 ووأولمبياد 1960 وأولمبياد 1964. وبعد الانفصال عن مصر، عادت لتشارك منفصلة، حيث شاركت في أولمبياد 1976. وقد شاركت سوريا في جميع الدورات الأولمبية اللاحقة منذ أولمبياد موسكو 1980.

## المتنافسون
فيما يلي قائمة بأعداد المتنافسين السوريين في الألعاب.
| الرياضة     | الرجال | السيدات | المجموع |
| ----------- | ------ | ------- | ------- |
| ألعاب القوى | 0      | 1       | 1       |
| الفروسية    | 1      | 0       | 1       |
| الجمباز     | 1      | 0       | 1       |
| الجودو      | 1      | 0       | 1       |
| السباحة     | 1      | 0       | 1       |
| رفع الأثقال | 1      | 0       | 1       |
| المجموع     | 5      | 1       | 6       |

## ألعاب القوى
أرسلت سوريا عداءة واحدة للمنافسة في دورة الألعاب الأولمبية الصيفية 2024، هي العداءة أليسار يوسف.
- ملاحظة–التصنيفات المعطاة لمنافسات المضمار تكون ضمن منافسة اللاعب فقط
- Q = تأهل للجولة التالية
- q = تأهل إلى الدور التالي باعتباره الخاسر الأسرع أو في المنافسات الميدانية حسب المركز دون تحقيق هدف التأهل
- NR = السجل الوطني
- N/A = هذه الجولة غير مدرجة في المنافسة
- Bye = ليس متطلباً من اللاعب المنافسة في الجولة

منافسات المضمار
| الرياضي     | المنافسة          | التصفية  | التصفية | تصفيات إعادة التأهيل     | تصفيات إعادة التأهيل     | نصف النهائي              | نصف النهائي              | النهائي                  | النهائي                  |
| الرياضي     | المنافسة          | النتيجة  | المركز  | النتيجة                  | المركز                   | النتيجة                  | المركز                   | النتيجة                  | المركز                   |
| ----------- | ----------------- | -------- | ------- | ------------------------ | ------------------------ | ------------------------ | ------------------------ | ------------------------ | ------------------------ |
| أليسار يوسف | 100 متر ركض سيدات | 12.93 PB | 8       | لم تتقدم للمرحلة التالية | لم تتقدم للمرحلة التالية | لم تتقدم للمرحلة التالية | لم تتقدم للمرحلة التالية | لم تتقدم للمرحلة التالية | لم تتقدم للمرحلة التالية |

## الفروسية
شاركت سوريا متسابقاً واحداً في منافسات القفز الفردي، من خلال التصنيف النهائي للألعاب الأولمبية للمجموعة السادسة (إفريقيا والشرق الأوسط).

### القفز
| الرياضي   | الحصان             | المنافسة               | التأهل | التأهل | النهائي | النهائي | النهائي |
| الرياضي   | الحصان             | المنافسة               | الجزاء | المركز | الجزاء  | الزمن   | المركز  |
| --------- | ------------------ | ---------------------- | ------ | ------ | ------- | ------- | ------- |
| عمرو حمشو | Vagabon Des Forets | القفز الفردي على الخيل | انسحاب | انسحاب | انسحاب  | انسحاب  | انسحاب  |

## الجمباز

### الجمباز الفني
أهّلت سوريا لاعب جمباز واحد لألمبياد باريس 2024. وحصل اللاعب ليث نجار على فرصة المشاركة من خلال تخصيص الحصص العالمية، وتعتبر هذه أول مشاركة أولمبية لسوريا في الجمباز.
الرجال
| الرياضي  | المنافسة             | التأهّل | التأهّل | التأهّل | التأهّل | التأهّل | التأهّل | التأهّل  | التأهّل | النهائي                 | النهائي                 | النهائي                 | النهائي                 | النهائي                 | النهائي                 | النهائي                 | النهائي                 |
| الرياضي  | المنافسة             | الجهاز | الجهاز | الجهاز | الجهاز | الجهاز | الجهاز | المجموع | المركز | الجهاز                  | الجهاز                  | الجهاز                  | الجهاز                  | الجهاز                  | الجهاز                  | المجموع                 | المركز                  |
| الرياضي  | المنافسة             | F      | PH     | R      | V      | PB     | HB     | المجموع | المركز | F                       | PH                      | R                       | V                       | PB                      | HB                      | المجموع                 | المركز                  |
| -------- | -------------------- | ------ | ------ | ------ | ------ | ------ | ------ | ------- | ------ | ----------------------- | ----------------------- | ----------------------- | ----------------------- | ----------------------- | ----------------------- | ----------------------- | ----------------------- |
| ليث نجار | جمباز - جميع الجولات | 13.266 |        |        | 13.9   | 13.833 | 12.4   |         |        | لم يتقدم للجولة التالية | لم يتقدم للجولة التالية | لم يتقدم للجولة التالية | لم يتقدم للجولة التالية | لم يتقدم للجولة التالية | لم يتقدم للجولة التالية | لم يتقدم للجولة التالية | لم يتقدم للجولة التالية |

## الجودو
للمرة الأولى منذ الألعاب الأولمبية الصيفية 2016، تأهل عن سوريا لاعب جودو واحد هو حسن بيان لفئة (وزن 73 كجم رجال)، حيث تأهل للألعاب من خلال تخصيصات المراكز العالمية.
| الرياضي  | المنافسة        | دور الـ 64    | دور الـ 32                     | دور الـ 16              | ربع النهائي             | نصف النهائي             | تصفيات إعادة التأهيل    | النهائي / BM            | النهائي / BM            |
| الرياضي  | المنافسة        | الخصم النتيجة | الخصم النتيجة                  | الخصم النتيجة           | الخصم النتيجة           | الخصم النتيجة           | الخصم النتيجة           | الخصم النتيجة           | المركز                  |
| -------- | --------------- | ------------- | ------------------------------ | ----------------------- | ----------------------- | ----------------------- | ----------------------- | ----------------------- | ----------------------- |
| حسن بيان | وزن 73 كغم رجال | –             | صموئيل غاسنر (النمسا) · خ 0–10 | لم يتقدم للجولة التالية | لم يتقدم للجولة التالية | لم يتقدم للجولة التالية | لم يتقدم للجولة التالية | لم يتقدم للجولة التالية | لم يتقدم للجولة التالية |

## السباحة
شارك من سوريا سبّاح واحد في أولمبياد باريس هو عمر عباس.
| الرياضي  | المنافسة         | التصفية | التصفية | نصف النهائي             | نصف النهائي             | النهائي                 | النهائي                 |
| الرياضي  | المنافسة         | الزمن   | المركز  | الزمن                   | المركز                  | الزمن                   | المركز                  |
| -------- | ---------------- | ------- | ------- | ----------------------- | ----------------------- | ----------------------- | ----------------------- |
| عمر عباس | 200 متر حرة رجال | 1:53.01 | 24      | لم يتقدم للجولة التالية | لم يتقدم للجولة التالية | لم يتقدم للجولة التالية | لم يتقدم للجولة التالية |

## رفع الأثقال
شارك من سوريا الربّاع معن أسعد عن فئة 102 كغم رجال، وقد تأهل للمشاركة في الأولمبياد بعد حصوله على أحد المراكز العشرة الأولى في الأوزان الخاصة بناءً على تصنيفات التأهّل الأولمبية للاتحاد الدولي لرفع الأثقال.
| الرياضي  | المنافسة      | الخطف   | الخطف  | الخطف والنتر | الخطف والنتر | المجموع | المركز |
| الرياضي  | المنافسة      | النتيجة | المركز | النتيجة      | المركز       | المجموع | المركز |
| -------- | ------------- | ------- | ------ | ------------ | ------------ | ------- | ------ |
| معن أسعد | +120 كغم رجال | 197     | 5      | 241          | 5            | 438     | 5      |